# (1805) Dirikis
(1805) Dirikis – planetoida z grupy pasa głównego planetoid okrążająca Słońce w ciągu 5 lat i 208 dni w średniej odległości 3,14 au Została odkryta 1 kwietnia 1970 roku w Krymskim Obserwatorium Astrofizycznym w Naucznym na Półwyspie Krymskim przez Ludmiłę Czernych. Nazwa planetoidy pochodzi od Matissa A. Dīriķisa, łotewskiego astronoma (1923–1993). Przed nadaniem nazwy planetoida nosiła oznaczenie tymczasowe (1805) 1970 GD.